# 難波中
難波中（なんばなか）は、大阪市浪速区の町名。現行行政地名は難波中一丁目から難波中三丁目。

## 地理
難波中は浪速区北東部に当たり、南海難波駅南側および西側に位置する市街地。西で元町、北で中央区難波、北東で中央区難波千日前、東で日本橋、南東で日本橋西、南で敷津東、南西で敷津西と接する。

### かつて存在した河川
- 難波入堀川
- 鼬川

## 歴史
1980年（昭和55年）、元町一-五丁目・新川一-三丁目・難波新地六番町・河原町二丁目・西関谷町一-二丁目・蔵前町・船出町一-二丁目・敷津町一-三丁目の各一部から成立した。
享保の大飢饉を受けて1732年（享保17年）、江戸幕府はこの地に天領から運上された米を貯蔵し災害時に使用するための米蔵、難波御蔵を建設した。明治維新後も、この蔵は大蔵省所管の倉庫とされたが、1904年（明治37年）に大蔵省専売局管轄の大阪第一煙草製造所が建てられた。この煙草工場は1945年（昭和20年）3月の大阪大空襲で焼失した。この跡地に、GHQ経済科学局長・ウィリアム・マーカット少将の支援の下、大阪スタヂアムが建設された。南海ホークスのダイエー売却決定後の1989年（平成元年）に「難波地区開発協議会」が、1993年（平成5年）には「難波地区土地区画整理組合設立準備会」が発足している。難波土地区画整理組合は翌1994年（平成6年）に設立認可された。大阪スタヂアムは1998年（平成10年）に取り壊され、跡地に2003年（平成15年）、なんばパークスが建設されている。

## 世帯数と人口
2019年（平成31年）3月31日現在の世帯数と人口は以下の通りである。
| 丁目         | 世帯数    | 人口    |
| ------------ | --------- | ------- |
| 難波中一丁目 | 182世帯   | 232人   |
| 難波中二丁目 | 455世帯   | 678人   |
| 難波中三丁目 | 1,120世帯 | 1,556人 |
| 計           | 1,757世帯 | 2,466人 |

### 人口の変遷
国勢調査による人口の推移。
| 1995年（平成7年）  | 1,535人 | [ 6 ]  |  |
| 2000年（平成12年） | 1,687人 | [ 7 ]  |  |
| 2005年（平成17年） | 2,100人 | [ 8 ]  |  |
| 2010年（平成22年） | 2,375人 | [ 9 ]  |  |
| 2015年（平成27年） | 2,605人 | [ 10 ] |  |

### 世帯数の変遷
国勢調査による世帯数の推移。
| 1995年（平成7年）  | 848世帯   | [ 6 ]  |  |
| 2000年（平成12年） | 1,048世帯 | [ 7 ]  |  |
| 2005年（平成17年） | 1,380世帯 | [ 8 ]  |  |
| 2010年（平成22年） | 1,720世帯 | [ 9 ]  |  |
| 2015年（平成27年） | 1,828世帯 | [ 10 ] |  |

## 事業所
2016年（平成28年）現在の経済センサス調査による事業所数と従業員数は以下の通りである。
| 丁目         | 事業所数    | 従業員数 |
| ------------ | ----------- | -------- |
| 難波中一丁目 | 271事業所   | 3,348人  |
| 難波中二丁目 | 498事業所   | 7,138人  |
| 難波中三丁目 | 255事業所   | 3,007人  |
| 計           | 1,024事業所 | 13,493人 |

## 施設
- なんばパークス
- 大阪府立体育会館
- 浪速スポーツセンター
- 浪速郵便局
- 浪速税務署
- 日本工芸館
- 大阪人権歴史資料館
- 日本橋幼稚園
- 金光教難波教会
- 蓬萊本社

### 史跡
- 難波御蔵・難波新川跡

### かつて存在した施設
- 大阪第一煙草製造所
- 大阪スタヂアム
- 大阪市立難波小学校

## 交通

### 鉄道
- 南海電鉄 - 南海難波駅
- 大阪市高速電気軌道 - なんば駅（7番出口のみ当地内に存在する。）

### 道路
- 阪神高速道路1号環状線
- 国道26号・国道165号（重複区間）

## その他

### 日本郵便
- 〒556-0011[3]（集配局：浪速郵便局[12]）